# 2021-es férfi kézilabda-világbajnokság
A 2021-es férfi kézilabda-világbajnokságot Egyiptomban rendezték január 13. és 31. között. A vb-n először szerepelt 32 csapat. Ez volt a harmadik világbajnokság, amelyet Afrikában rendeztek meg és 2015 óta az első, amelyet nem európai országban bonyolítottak le.
A világbajnokságot a koronavírus-járvány miatt zárt kapuk mögött, nézők nélkül rendezték meg. Csehország és az Egyesült Államok a világjárvány miatt a torna kezdete előtt visszalépett, helyttük Észak-Macedónia és Svájc kapott indulási jogot. Az orosz válogatott Oroszország kézilabda-szövetségének csapata néven és a szövetség zászlajának színei alatt indult a tornán a Nemzetközi Sportdöntőbíróság (CAS) az ország sportolóit érintő nemzetközi doppingügy következményeképpen hozott döntése alapján.
A világbajnokságot Dánia nyerte meg, miután a döntőben 26–24-re legyőzte Svédországot. A bronzérmet Spanyolország szerezte meg.
A magyar válogatott az 5. helyen végzett.

## Előzmények
A világbajnokság rendezési jogát 2015. november 6-án, az IHF Szocsiban tartott kongresszusán kapta meg Egyiptom. A rendezésre pályázott Magyarország is.
A tornán az eddigi 24 helyett 32 csapat indulhatott, ennek köszönhetően Európa és Afrika is hárommal több csapatot indíthatott és a teljes amerikai kontinensnek két kvótával több jutott az előző világbajnoksághoz képest. Óceánia egy indulási joggal rendelkezett, de csak abban az esetben élhetett volna a kvótájával, ha a 2020-as Ázsia-bajnokságon induló Ausztrália vagy Új-Zéland legalább ötödik helyezést ért volna el. Ez az indulási jog szabadkártyaként került kiosztásra. 2020 szeptemberében az IHF bejelentette, hogy 18 helyett 20 játékost nevezhetnek a csapatok a világbajnokságra. Az Észak-amerikai és a karibi térség (USA, Grönland, Kanada, Puerto Rico) valamint a Dél- és Közép-Amerika (Chile, Paraguay, Kolumbia, Salvador) selejtező tornáit a koronavírus-járvány miatt nem tudták megrendezni. ezért a nemzetközi szövetség az Amerikai Egyesült Államok és Chile csapatát jelölte ki vb-indulónak.
2020 decemberében nyilvánosságra került, hogy korlátozott számban szurkolókat is beengednek a mérkőzésekre.
2021 januárjában az Európai Kézilabdázók Uniója (EHPU) levélben kérte az IHF elnökét, hogy vizsgálja felül azt a döntést, ami alapján 
férőhelyek 20%-án lehetnek nézők a világbajnokságon. Január 10-én a szervezőbizottság bejelentette, hogy zárt kapuk mellett rendezik a tornát.
2021. január  12-én Csehország lemondta a szereplést, mivel a koronavírus tesztelés során a 21 fős keretből tizenheten produkáltak pozitív eredményt. Helyettük Észak-Macedónia indulhatott. A vb előtt Dániában készülő Amerikai Egyesült Államok csapatában 18 játékosnak és a szövetségi kapitánynak is pozitív lett a koronavírus tesztje, ezért január 12-én visszaléptek az indulástól, a csapat helyét Svájc kapta meg.

## Helyszínek
Az egyiptomi világbajnokságot négy városban rendezik meg.
| Kairó                    | Új Főváros                      |
| ------------------------ | ------------------------------- |
| Kairói Sportkomplexum    | Városi Sportcsarnok             |
| Befogadóképesség: 16 200 | Befogadóképesség: 7000          |
|                          |                                 |
| Borg El-Arab             | Október 6. város                |
| Városi Sportcsarnok      | Hasszán Musztafa Sportkomplexum |
| Befogadóképesség: 5000   | Befogadóképesség: 4500          |

## Résztvevők
| Ország                | Kvalifikáció joga                                      | Kvalifikáció dátuma | vb-részvételek száma |
| --------------------- | ------------------------------------------------------ | ------------------- | -------------------- |
| Egyiptom              | Rendező                                                | 2015. november 6.   | 15                   |
| Dánia                 | 2019-es világbajnokság, győztes                        | 2019. január 27.    | 23                   |
| Angola                | 2020-as Afrika-bajnokság legjobb hét helyezettje       | 2020. január 20.    | 4                    |
| Algéria               | 2020-as Afrika-bajnokság legjobb hét helyezettje       | 2020. január 20.    | 14                   |
| Tunézia               | 2020-as Afrika-bajnokság legjobb hét helyezettje       | 2020. január 20.    | 14                   |
| Katar                 | 2020-as Ázsia-bajnokság, elődöntős                     | 2020. január 21.    | 7                    |
| Japán                 | 2020-as Ázsia-bajnokság, elődöntős                     | 2020. január 23.    | 14                   |
| Bahrein               | 2020-as Ázsia-bajnokság, elődöntős                     | 2020. január 23.    | 3                    |
| Dél-Korea             | 2020-as Ázsia-bajnokság, elődöntős                     | 2020. január 23.    | 11                   |
| Argentína             | 2020-as Pánamerika-bajnokság legjobb három helyezettje | 2020. január 23.    | 12                   |
| Brazília              | 2020-as Pánamerika-bajnokság legjobb három helyezettje | 2020. január 23.    | 14                   |
| Horvátország          | 2020-as Európa-bajnokság legjobb három helyezettje     | 2020. január 24.    | 13                   |
| Spanyolország         | 2020-as Európa-bajnokság legjobb három helyezettje     | 2020. január 24.    | 20                   |
| Zöld-foki Köztársaság | 2020-as Afrika-bajnokság legjobb hét helyezettje       | 2020. január 24.    | 0 (újonc)            |
| Marokkó               | 2020-as Afrika-bajnokság legjobb hét helyezettje       | 2020. január 24.    | 6                    |
| Norvégia              | 2020-as Európa-bajnokság legjobb három helyezettje     | 2020. január 25.    | 15                   |
| Uruguay               | 2020-as Pánamerika-bajnokság legjobb három helyezettje | 2020. január 25.    | 0 (újonc)            |
| Kongói DK             | 2020-as Afrika-bajnokság legjobb hét helyezettje       | 2020. január 26.    | 0 (újonc)            |
| Ausztria              | 2020-as Európa-bajnokság végeredménye szerint          | 2020. április 24.   | 6                    |
| Fehéroroszország      | 2020-as Európa-bajnokság végeredménye szerint          | 2020. április 24.   | 4                    |
| Csehország            | 2020-as Európa-bajnokság végeredménye szerint          | 2020. április 24.   | 6                    |
| Franciaország         | 2020-as Európa-bajnokság végeredménye szerint          | 2020. április 24.   | 22                   |
| Németország           | 2020-as Európa-bajnokság végeredménye szerint          | 2020. április 24.   | 25                   |
| Magyarország          | 2020-as Európa-bajnokság végeredménye szerint          | 2020. április 24.   | 20                   |
| Izland                | 2020-as Európa-bajnokság végeredménye szerint          | 2020. április 24.   | 20                   |
| Portugália            | 2020-as Európa-bajnokság végeredménye szerint          | 2020. április 24.   | 3                    |
| Szlovénia             | 2020-as Európa-bajnokság végeredménye szerint          | 2020. április 24.   | 8                    |
| Svédország            | 2020-as Európa-bajnokság végeredménye szerint          | 2020. április 24.   | 24                   |
| Lengyelország         | Szabadkártya                                           | 2020. július 9.     | 15                   |
| Oroszország           | Szabadkártya                                           | 2020. július 9.     | 13                   |
| Egyesült Államok      | Észak-Amerika és a Karibi térség jelöltje              | 2020. november 2.   | 6                    |
| Chile                 | Pánamerikai térség jelöltje                            | 2020. november 10.  | 5                    |
| Észak-Macedónia       | tartalék induló                                        | 2021. január 12.    | 6                    |
| Svájc                 | tartalék induló                                        | 2021. január 12.    | 10                   |

## Sorsolás
A csoportok sorsolását 2020. szeptember 5-én tartották a gízai piramisoknál. Rendezőként Egyiptom meghatározhatta, hogy melyik csoportban akar szerepelni.

### Kiemelés
A kiemelést 2020. július 23-án jelentették be.
| 1. kalap                                                                                            | 2. kalap                                                                                      | 3. kalap                                                                               | 4. kalap |
| --------------------------------------------------------------------------------------------------- | --------------------------------------------------------------------------------------------- | -------------------------------------------------------------------------------------- | --- |
| Dánia · Spanyolország · Horvátország · Norvégia · Szlovénia · Németország · Portugália · Svédország | Egyiptom · Argentína · Ausztria · Magyarország · Tunézia · Algéria · Katar · Fehéroroszország | Izland · Brazília · Uruguay · Csehország · Franciaország · Dél-Korea · Japán · Bahrein | Angola · Zöld-foki Köztársaság · Marokkó · Chile · Kongói DK · Lengyelország · Egyesült Államok · Oroszország |

## Csoportkör
Az időpontok helyi idő szerint, zárójelben magyar idő szerint értendők.

### A csoport
| Hely. | Csapat                | M | Gy | D | V | G+  | G– | Gk  | P | Továbbjutás |
| ----- | --------------------- | - | -- | - | - | --- | -- | --- | - | ----------- |
| 1.    | Magyarország          | 3 | 3  | 0 | 0 | 107 | 73 | +34 | 6 | Középdöntő  |
| 2.    | Németország           | 3 | 2  | 0 | 1 | 81  | 43 | +38 | 4 | Középdöntő  |
| 3.    | Uruguay               | 3 | 1  | 0 | 2 | 42  | 87 | −45 | 2 | Középdöntő  |
| 4.    | Zöld-foki Köztársaság | 3 | 0  | 0 | 3 | 27  | 54 | −27 | 0 | Elnöki kupa |

| 2021. január 15. 19:00 (18:00) | Németország | 43–14       | Uruguay      | 6th of October Sports Hall, Október 6. város Játékvezetők: Grillo, Lenci (ARG) |
| 2021. január 15. 19:00 (18:00) | Kastening 9 | (16–4)      | Morandeira 4 | 6th of October Sports Hall, Október 6. város Játékvezetők: Grillo, Lenci (ARG) |
| 2021. január 15. 19:00 (18:00) | 4× 2×       | Jegyzőkönyv | 1×           | 6th of October Sports Hall, Október 6. város Játékvezetők: Grillo, Lenci (ARG) |

| 2021. január 15. 21:30 (20:30) | Magyarország | 34–27       | Zöld-foki Köztársaság | 6th of October Sports Hall, Október 6. város Játékvezetők: Emam, Hedaia (EGY) |
| 2021. január 15. 21:30 (20:30) | Ancsin 7     | (19–14)     | Semedo 6              | 6th of October Sports Hall, Október 6. város Játékvezetők: Emam, Hedaia (EGY) |
| 2021. január 15. 21:30 (20:30) | 6× 1×        | Jegyzőkönyv | 4× 1×                 | 6th of October Sports Hall, Október 6. város Játékvezetők: Emam, Hedaia (EGY) |

| 2021. január 17. 19:00 (18:00) | Zöld-foki Köztársaság | 0–10 | Németország |  |
| 2021. január 17. 19:00 (18:00) |                       |      |             |  |
| 2021. január 17. 19:00 (18:00) |                       |      |             |  |

| 2021. január 17. 21:30 (20:30) | Magyarország | 44–18       | Uruguay      | 6th of October Sports Hall, Október 6. város Játékvezetők: Kolahdouzan, Mousaviannazhad (IRI) |
| 2021. január 17. 21:30 (20:30) | Máthé 8      | (16–8)      | Morandeira 4 | 6th of October Sports Hall, Október 6. város Játékvezetők: Kolahdouzan, Mousaviannazhad (IRI) |
| 2021. január 17. 21:30 (20:30) | 3× 2×        | Jegyzőkönyv | 2×           | 6th of October Sports Hall, Október 6. város Játékvezetők: Kolahdouzan, Mousaviannazhad (IRI) |

| 2021. január 19. | Uruguay | 10–0 | Zöld-foki Köztársaság |  |
| 2021. január 19. |         |      |                       |  |
| 2021. január 19. |         |      |                       |  |

| 2021. január 19. 21:30 (20:30) | Németország | 28–29       | Magyarország     | 6th of October Sports Hall, Október 6. város Játékvezetők: Gubica, Milošević (CRO) |
| 2021. január 19. 21:30 (20:30) | Schiller 7  | (14–15)     | Bánhidi, Máthé 8 | 6th of October Sports Hall, Október 6. város Játékvezetők: Gubica, Milošević (CRO) |
| 2021. január 19. 21:30 (20:30) | 7×          | Jegyzőkönyv | 7× 1×            | 6th of October Sports Hall, Október 6. város Játékvezetők: Gubica, Milošević (CRO) |

### B csoport
| Hely. | Csapat        | M | Gy | D | V | G+ | G– | Gk  | P | Továbbjutás |
| ----- | ------------- | - | -- | - | - | -- | -- | --- | - | ----------- |
| 1.    | Spanyolország | 3 | 2  | 1 | 0 | 92 | 85 | +7  | 5 | Középdöntő  |
| 2.    | Lengyelország | 3 | 2  | 0 | 1 | 89 | 78 | +11 | 4 | Középdöntő  |
| 3.    | Brazília      | 3 | 0  | 2 | 1 | 84 | 94 | −10 | 2 | Középdöntő  |
| 4.    | Tunézia       | 3 | 0  | 1 | 2 | 90 | 98 | −8  | 1 | Elnöki kupa |

| 2021. január 15. 19:00 (18:00) | Spanyolország   | 29–29       | Brazília          | New Capital Sports Hall, Új Főváros Játékvezetők: Pavićević, Ražnatović (MNE) |
| 2021. január 15. 19:00 (18:00) | három játékos 4 | (16–13)     | Langaro, Moraes 6 | New Capital Sports Hall, Új Főváros Játékvezetők: Pavićević, Ražnatović (MNE) |
| 2021. január 15. 19:00 (18:00) | 4×              | Jegyzőkönyv | 6× 1×             | New Capital Sports Hall, Új Főváros Játékvezetők: Pavićević, Ražnatović (MNE) |

| 2021. január 15. 21:30 (20:30) | Tunézia | 28–30       | Lengyelország | New Capital Sports Hall, Új Főváros Játékvezetők: Nacsevszki, Nikolov (MKD) |
| 2021. január 15. 21:30 (20:30) | Sanaï 9 | (17–17)     | Moryto 11     | New Capital Sports Hall, Új Főváros Játékvezetők: Nacsevszki, Nikolov (MKD) |
| 2021. január 15. 21:30 (20:30) | 5× 2×   | Jegyzőkönyv | 6× 2×         | New Capital Sports Hall, Új Főváros Játékvezetők: Nacsevszki, Nikolov (MKD) |

| 2021. január 17. 19:00 (18:00) | Tunézia   | 32–32       | Brazília             | New Capital Sports Hall, Új Főváros Játékvezetők: Hansen, Madsen (DEN) |
| 2021. január 17. 19:00 (18:00) | Darmoul 9 | (20–16)     | Hackbarth, Langaro 6 | New Capital Sports Hall, Új Főváros Játékvezetők: Hansen, Madsen (DEN) |
| 2021. január 17. 19:00 (18:00) | 6× 2×     | Jegyzőkönyv | 4×                   | New Capital Sports Hall, Új Főváros Játékvezetők: Hansen, Madsen (DEN) |

| 2021. január 17. 21:30 (20:30) | Lengyelország | 26–27       | Spanyolország   | New Capital Sports Hall, Új Főváros Játékvezetők: Horáček, Novotný (CZE) |
| 2021. január 17. 21:30 (20:30) | Sićko 6       | (11–14)     | három játékos 5 | New Capital Sports Hall, Új Főváros Játékvezetők: Horáček, Novotný (CZE) |
| 2021. január 17. 21:30 (20:30) | 6×            | Jegyzőkönyv | 2× 1×           | New Capital Sports Hall, Új Főváros Játékvezetők: Horáček, Novotný (CZE) |

| 2021. január 19. 19:00 (18:00) | Spanyolország | 36–30       | Tunézia   | New Capital Sports Hall, Új Főváros Játékvezetők: Hansen, Madsen (DEN) |
| 2021. január 19. 19:00 (18:00) | Fernández 10  | (17–14)     | Darmoul 8 | New Capital Sports Hall, Új Főváros Játékvezetők: Hansen, Madsen (DEN) |
| 2021. január 19. 19:00 (18:00) | 5×            | Jegyzőkönyv | 3× 1×     | New Capital Sports Hall, Új Főváros Játékvezetők: Hansen, Madsen (DEN) |

| 2021. január 19. 21:30 (20:30) | Brazília  | 23–33       | Lengyelország   | New Capital Sports Hall, Új Főváros Játékvezetők: Pavićević, Ražnatović (MNE) |
| 2021. január 19. 21:30 (20:30) | Langaro 4 | (11–13)     | Moryto, Sićko 6 | New Capital Sports Hall, Új Főváros Játékvezetők: Pavićević, Ražnatović (MNE) |
| 2021. január 19. 21:30 (20:30) | 4× 1×     | Jegyzőkönyv | 4× 1×           | New Capital Sports Hall, Új Főváros Játékvezetők: Pavićević, Ražnatović (MNE) |

### C csoport
| Hely. | Csapat       | M | Gy | D | V | G+ | G– | Gk  | P | Továbbjutás |
| ----- | ------------ | - | -- | - | - | -- | -- | --- | - | ----------- |
| 1.    | Horvátország | 3 | 2  | 1 | 0 | 83 | 73 | +10 | 5 | Középdöntő  |
| 2.    | Katar        | 3 | 2  | 0 | 1 | 85 | 80 | +5  | 4 | Középdöntő  |
| 3.    | Japán        | 3 | 1  | 1 | 1 | 88 | 89 | −1  | 3 | Középdöntő  |
| 4.    | Angola       | 3 | 0  | 0 | 3 | 74 | 88 | −14 | 0 | Elnöki kupa |

| 2021. január 15. 16:30 (15:30) | Katar    | 30–25       | Angola    | Borg El Arab Sports Hall, Borg El Arab Játékvezetők: Santos, Fonseca (POR) |
| 2021. január 15. 16:30 (15:30) | Madadi 8 | (14–13)     | Pestana 6 | Borg El Arab Sports Hall, Borg El Arab Játékvezetők: Santos, Fonseca (POR) |
| 2021. január 15. 16:30 (15:30) | 6× 1×    | Jegyzőkönyv | 4×        | Borg El Arab Sports Hall, Borg El Arab Játékvezetők: Santos, Fonseca (POR) |

| 2021. január 15. 19:00 (18:00) | Horvátország | 29–29       | Japán            | Borg El Arab Sports Hall, Borg El Arab Játékvezetők: Krichen, Makhlouf (TUN) |
| 2021. január 15. 19:00 (18:00) | Marić 7      | (14–17)     | Agarie, Tokuda 5 | Borg El Arab Sports Hall, Borg El Arab Játékvezetők: Krichen, Makhlouf (TUN) |
| 2021. január 15. 19:00 (18:00) | 3× 2×        | Jegyzőkönyv | 3× 2×            | Borg El Arab Sports Hall, Borg El Arab Játékvezetők: Krichen, Makhlouf (TUN) |

| 2021. január 17. 16:30 (15:30) | Katar    | 31–29       | Japán | Borg El Arab Sports Hall, Borg El Arab Játékvezetők: López, Ramírez (ESP) |
| 2021. január 17. 16:30 (15:30) | Marzo 11 | (15–16)     | Doi 7 | Borg El Arab Sports Hall, Borg El Arab Játékvezetők: López, Ramírez (ESP) |
| 2021. január 17. 16:30 (15:30) | 3×       | Jegyzőkönyv | 3× 2× | Borg El Arab Sports Hall, Borg El Arab Játékvezetők: López, Ramírez (ESP) |

| 2021. január 17. 19:00 (18:00) | Angola     | 20–28       | Horvátország | Borg El Arab Sports Hall, Borg El Arab Játékvezetők: Belkhiri, Hamidi (ALG) |
| 2021. január 17. 19:00 (18:00) | Ferreira 4 | (11–12)     | Čupić 6      | Borg El Arab Sports Hall, Borg El Arab Játékvezetők: Belkhiri, Hamidi (ALG) |
| 2021. január 17. 19:00 (18:00) | 6×         | Jegyzőkönyv | 6× 3×        | Borg El Arab Sports Hall, Borg El Arab Játékvezetők: Belkhiri, Hamidi (ALG) |

| 2021. január 19. 16:30 (15:30) | Japán      | 30–29       | Angola | Borg El Arab Sports Hall, Borg El Arab Játékvezetők: Krichen, Makhlouf (TUN) |
| 2021. január 19. 16:30 (15:30) | Vatanabe 7 | (16–12)     | Tati 6 | Borg El Arab Sports Hall, Borg El Arab Játékvezetők: Krichen, Makhlouf (TUN) |
| 2021. január 19. 16:30 (15:30) | 1×         | Jegyzőkönyv | 5×     | Borg El Arab Sports Hall, Borg El Arab Játékvezetők: Krichen, Makhlouf (TUN) |

| 2021. január 19. 19:00 (18:00) | Horvátország | 26–24       | Katar   | Borg El Arab Sports Hall, Borg El Arab Játékvezetők: Nachevski, Nikolov (MKD) |
| 2021. január 19. 19:00 (18:00) | Štrlek 6     | (13–11)     | Marzo 7 | Borg El Arab Sports Hall, Borg El Arab Játékvezetők: Nachevski, Nikolov (MKD) |
| 2021. január 19. 19:00 (18:00) | 4× 2×        | Jegyzőkönyv | 2× 1×   | Borg El Arab Sports Hall, Borg El Arab Játékvezetők: Nachevski, Nikolov (MKD) |

### D csoport
| Hely. | Csapat    | M | Gy | D | V | G+  | G–  | Gk  | P | Továbbjutás |
| ----- | --------- | - | -- | - | - | --- | --- | --- | - | ----------- |
| 1.    | Dánia     | 3 | 3  | 0 | 0 | 104 | 59  | +45 | 6 | Középdöntő  |
| 2.    | Argentína | 3 | 2  | 0 | 1 | 72  | 74  | −2  | 4 | Középdöntő  |
| 3.    | Bahrein   | 3 | 1  | 0 | 2 | 75  | 85  | −10 | 2 | Középdöntő  |
| 4.    | Kongói DK | 3 | 0  | 0 | 3 | 68  | 101 | −33 | 0 | Elnöki kupa |

| 2021. január 15. 19:00 (18:00) | Argentína       | 28–22       | Kongói DK    | Cairo Stadium Indoor Halls Complex, Kairó Játékvezetők: Bonaventura, Bonaventura (FRA) |
| 2021. január 15. 19:00 (18:00) | három játékos 5 | (13–14)     | Kiangebeni 7 | Cairo Stadium Indoor Halls Complex, Kairó Játékvezetők: Bonaventura, Bonaventura (FRA) |
| 2021. január 15. 19:00 (18:00) | 4× 1×           | Jegyzőkönyv | 2×           | Cairo Stadium Indoor Halls Complex, Kairó Játékvezetők: Bonaventura, Bonaventura (FRA) |

| 2021. január 15. 21:30 (20:30) | Dánia     | 34–20       | Bahrein | Cairo Stadium Indoor Halls Complex, Kairó Játékvezetők: Brunner, Salah (SUI) |
| 2021. január 15. 21:30 (20:30) | Gidsel 10 | (19–10)     | Ahmed 8 | Cairo Stadium Indoor Halls Complex, Kairó Játékvezetők: Brunner, Salah (SUI) |
| 2021. január 15. 21:30 (20:30) | 5×        | Jegyzőkönyv | 4× 1×   | Cairo Stadium Indoor Halls Complex, Kairó Játékvezetők: Brunner, Salah (SUI) |

| 2021. január 17. 19:00 (18:00) | Argentína | 24–21       | Bahrein | Cairo Stadium Indoor Halls Complex, Kairó Játékvezetők: Schulze, Tönnies (GER) |
| 2021. január 17. 19:00 (18:00) | Pizarro 6 | (12–10)     | Ahmed 5 | Cairo Stadium Indoor Halls Complex, Kairó Játékvezetők: Schulze, Tönnies (GER) |
| 2021. január 17. 19:00 (18:00) | 1× 1×     | Jegyzőkönyv | 6× 2×   | Cairo Stadium Indoor Halls Complex, Kairó Játékvezetők: Schulze, Tönnies (GER) |

| 2021. január 17. 21:30 (20:30) | Kongói DK        | 19–39       | Dánia    | Cairo Stadium Indoor Halls Complex, Kairó Játékvezetők: Brunner, Salah (SUI) |
| 2021. január 17. 21:30 (20:30) | Bouity, Mvumbi 4 | (10–23)     | Hansen 8 | Cairo Stadium Indoor Halls Complex, Kairó Játékvezetők: Brunner, Salah (SUI) |
| 2021. január 17. 21:30 (20:30) | 3× 1×            | Jegyzőkönyv | 1× 1×    | Cairo Stadium Indoor Halls Complex, Kairó Játékvezetők: Brunner, Salah (SUI) |

| 2021. január 19. 19:00 (18:00) | Bahrein     | 34–27       | Kongói DK    | Cairo Stadium Indoor Halls Complex, Kairó Játékvezetők: Kleven, Jørum (NOR) |
| 2021. január 19. 19:00 (18:00) | Al-Sayyad 9 | (14–12)     | Kiangebeni 6 | Cairo Stadium Indoor Halls Complex, Kairó Játékvezetők: Kleven, Jørum (NOR) |
| 2021. január 19. 19:00 (18:00) | 7× 1×       | Jegyzőkönyv | 4× 1×        | Cairo Stadium Indoor Halls Complex, Kairó Játékvezetők: Kleven, Jørum (NOR) |

| 2021. január 19. 21:30 (20:30) | Dánia       | 31–20       | Argentína       | Cairo Stadium Indoor Halls Complex, Kairó Játékvezetők: Bonaventura, Bonaventura (FRA) |
| 2021. január 19. 21:30 (20:30) | M. Hansen 7 | (15–10)     | Martínez Cami 6 | Cairo Stadium Indoor Halls Complex, Kairó Játékvezetők: Bonaventura, Bonaventura (FRA) |
| 2021. január 19. 21:30 (20:30) | 3× 1×       | Jegyzőkönyv | 6× 3× 1×        | Cairo Stadium Indoor Halls Complex, Kairó Játékvezetők: Bonaventura, Bonaventura (FRA) |

### E csoport
| Hely. | Csapat        | M | Gy | D | V | G+ | G–  | Gk  | P | Továbbjutás |
| ----- | ------------- | - | -- | - | - | -- | --- | --- | - | ----------- |
| 1.    | Franciaország | 3 | 3  | 0 | 0 | 88 | 76  | +12 | 6 | Középdöntő  |
| 2.    | Norvégia      | 3 | 2  | 0 | 1 | 93 | 82  | +11 | 4 | Középdöntő  |
| 3.    | Svájc         | 3 | 1  | 0 | 2 | 77 | 81  | −4  | 2 | Középdöntő  |
| 4.    | Ausztria      | 3 | 0  | 0 | 3 | 82 | 101 | −19 | 0 | Elnöki kupa |

1. ↑  Az Egyesült Államok visszalépett, helyettük Svájc szerepelt.

| 2021. január 14. 19:00 (18:00) | Ausztria | 25–28       | Svájc    | 6th of October Sports Hall, Október 6. város Játékvezetők: Kolahdouzan, Mousaviannazhad (IRI) |
| 2021. január 14. 19:00 (18:00) | Weber 7  | (13–13)     | Schmid 7 | 6th of October Sports Hall, Október 6. város Játékvezetők: Kolahdouzan, Mousaviannazhad (IRI) |
| 2021. január 14. 19:00 (18:00) | 7× 1×    | Jegyzőkönyv | 4× 1×    | 6th of October Sports Hall, Október 6. város Játékvezetők: Kolahdouzan, Mousaviannazhad (IRI) |

| 2021. január 14. 21:30 (20:30) | Norvégia   | 24–28       | Franciaország | 6th of October Sports Hall, Október 6. város Játékvezetők: García, Marín (ESP) |
| 2021. január 14. 21:30 (20:30) | Sagosen 10 | (13–13)     | Mahé 9        | 6th of October Sports Hall, Október 6. város Játékvezetők: García, Marín (ESP) |
| 2021. január 14. 21:30 (20:30) | 5×         | Jegyzőkönyv | 5× 2×         | 6th of October Sports Hall, Október 6. város Játékvezetők: García, Marín (ESP) |

| 2021. január 16. 19:00 (18:00) | Ausztria | 28–35       | Franciaország   | 6th of October Sports Hall, Október 6. város Játékvezetők: Grillo, Lenci (ARG) |
| 2021. január 16. 19:00 (18:00) | Wagner 7 | (13–17)     | három játékos 4 | 6th of October Sports Hall, Október 6. város Játékvezetők: Grillo, Lenci (ARG) |
| 2021. január 16. 19:00 (18:00) | 3×       | Jegyzőkönyv | 4× 1×           | 6th of October Sports Hall, Október 6. város Játékvezetők: Grillo, Lenci (ARG) |

| 2021. január 16. 21:30 (20:30) | Svájc             | 25–31       | Norvégia   | 6th of October Sports Hall, Október 6. város Játékvezetők: Gubica, Milošević (CRO) |
| 2021. január 16. 21:30 (20:30) | Lier, Milosevic 7 | (13–17)     | Sagosen 11 | 6th of October Sports Hall, Október 6. város Játékvezetők: Gubica, Milošević (CRO) |
| 2021. január 16. 21:30 (20:30) | 6× 1×             | Jegyzőkönyv | 3× 1×      | 6th of October Sports Hall, Október 6. város Játékvezetők: Gubica, Milošević (CRO) |

| 2021. január 18. 19:00 (18:00) | Franciaország | 25–24       | Svájc     | 6th of October Sports Hall, Október 6. város Játékvezetők: Grillo, Lenci (ARG) |
| 2021. január 18. 19:00 (18:00) | Mahé 7        | (14–14)     | Schmid 10 | 6th of October Sports Hall, Október 6. város Játékvezetők: Grillo, Lenci (ARG) |
| 2021. január 18. 19:00 (18:00) | 3× 1×         | Jegyzőkönyv | 5× 1×     | 6th of October Sports Hall, Október 6. város Játékvezetők: Grillo, Lenci (ARG) |

| 2021. január 18. 21:30 (20:30) | Norvégia  | 38–29       | Ausztria        | 6th of October Sports Hall, Október 6. város Játékvezetők: García, Marín (ESP) |
| 2021. január 18. 21:30 (20:30) | Sagosen 9 | (20–17)     | Wagner, Weber 6 | 6th of October Sports Hall, Október 6. város Játékvezetők: García, Marín (ESP) |
| 2021. január 18. 21:30 (20:30) | 4× 1×     | Jegyzőkönyv | 4× 1×           | 6th of October Sports Hall, Október 6. város Játékvezetők: García, Marín (ESP) |

### F csoport
| Hely. | Csapat     | M | Gy | D | V | G+ | G– | Gk  | P | Továbbjutás |
| ----- | ---------- | - | -- | - | - | -- | -- | --- | - | ----------- |
| 1.    | Portugália | 3 | 3  | 0 | 0 | 84 | 62 | +22 | 6 | Középdöntő  |
| 2.    | Izland     | 3 | 2  | 0 | 1 | 93 | 72 | +21 | 4 | Középdöntő  |
| 3.    | Algéria    | 3 | 1  | 0 | 2 | 67 | 88 | −21 | 2 | Középdöntő  |
| 4.    | Marokkó    | 3 | 0  | 0 | 3 | 66 | 88 | −22 | 0 | Elnöki kupa |

| 2021. január 14. 19:00 (18:00) | Algéria | 24–23       | Marokkó    | New Capital Sports Hall, Új Főváros Játékvezetők: Hansen, Madsen (DEN) |
| 2021. január 14. 19:00 (18:00) | Abdi 7  | (8–15)      | Rezzouki 6 | New Capital Sports Hall, Új Főváros Játékvezetők: Hansen, Madsen (DEN) |
| 2021. január 14. 19:00 (18:00) | 6×      | Jegyzőkönyv | 9× 1×      | New Capital Sports Hall, Új Főváros Játékvezetők: Hansen, Madsen (DEN) |

| 2021. január 14. 21:30 (20:30) | Portugália | 25–23       | Izland    | New Capital Sports Hall, Új Főváros Játékvezetők: Horáček, Novotný (CZE) |
| 2021. január 14. 21:30 (20:30) | Martins 6  | (11–10)     | Elísson 6 | New Capital Sports Hall, Új Főváros Játékvezetők: Horáček, Novotný (CZE) |
| 2021. január 14. 21:30 (20:30) | 3× 2×      | Jegyzőkönyv | 4× 3×     | New Capital Sports Hall, Új Főváros Játékvezetők: Horáček, Novotný (CZE) |

| 2021. január 16. 19:00 (18:00) | Marokkó     | 20–33       | Portugália | New Capital Sports Hall, Új Főváros Játékvezetők: Lah, Sok (SLO) |
| 2021. január 16. 19:00 (18:00) | Harchaoui 5 | (12–12)     | Portela 9  | New Capital Sports Hall, Új Főváros Játékvezetők: Lah, Sok (SLO) |
| 2021. január 16. 19:00 (18:00) | 7× 1×       | Jegyzőkönyv | 2×         | New Capital Sports Hall, Új Főváros Játékvezetők: Lah, Sok (SLO) |

| 2021. január 16. 21:30 (20:30) | Algéria | 24–39       | Izland     | New Capital Sports Hall, Új Főváros Játékvezetők: Hansen, Madsen (DEN) |
| 2021. január 16. 21:30 (20:30) | Ayoub 5 | (10–22)     | Elísson 12 | New Capital Sports Hall, Új Főváros Játékvezetők: Hansen, Madsen (DEN) |
| 2021. január 16. 21:30 (20:30) | 4× 1×   | Jegyzőkönyv | 4×         | New Capital Sports Hall, Új Főváros Játékvezetők: Hansen, Madsen (DEN) |

| 2021. január 18. 19:00 (18:00) | Portugália | 26–19       | Algéria   | New Capital Sports Hall, Új Főváros Játékvezetők: Pavićević, Ražnatović (MNE) |
| 2021. január 18. 19:00 (18:00) | Portela 4  | (14–9)      | Berkous 7 | New Capital Sports Hall, Új Főváros Játékvezetők: Pavićević, Ražnatović (MNE) |
| 2021. január 18. 19:00 (18:00) | 6× 1×      | Jegyzőkönyv | 4× 1×     | New Capital Sports Hall, Új Főváros Játékvezetők: Pavićević, Ražnatović (MNE) |

| 2021. január 18. 21:30 (20:30) | Izland                         | 31–23       | Marokkó     | New Capital Sports Hall, Új Főváros Játékvezetők: Horáček, Novotný (CZE) |
| 2021. január 18. 21:30 (20:30) | Guðmundsson, V. Kristjánsson 6 | (15–10)     | Zaroili 5   | New Capital Sports Hall, Új Főváros Játékvezetők: Horáček, Novotný (CZE) |
| 2021. január 18. 21:30 (20:30) | 3× 1×                          | Jegyzőkönyv | 4× 1× 2× 1× | New Capital Sports Hall, Új Főváros Játékvezetők: Horáček, Novotný (CZE) |

### G csoport
| Hely. | Csapat          | M | Gy | D | V | G+ | G–  | Gk  | P | Továbbjutás |
| ----- | --------------- | - | -- | - | - | -- | --- | --- | - | ----------- |
| 1.    | Svédország      | 3 | 3  | 0 | 0 | 97 | 69  | +28 | 6 | Középdöntő  |
| 2.    | Egyiptom (R)    | 3 | 2  | 0 | 1 | 96 | 72  | +24 | 4 | Középdöntő  |
| 3.    | Észak-Macedónia | 3 | 1  | 0 | 2 | 71 | 99  | −28 | 2 | Középdöntő  |
| 4.    | Chile           | 3 | 0  | 0 | 3 | 84 | 108 | −24 | 0 | Elnöki kupa |

1. ↑  Csehország visszalépett, helyettük Észak-Macedónia szerepelt.

| 2021. január 13. 19:00 (18:00) | Egyiptom  | 35–29       | Chile     | Cairo Stadium Indoor Halls Complex, Kairó Játékvezetők: Schulze, Tönnies (GER) |
| 2021. január 13. 19:00 (18:00) | el-Díra 6 | (18–11)     | Salinas 8 | Cairo Stadium Indoor Halls Complex, Kairó Játékvezetők: Schulze, Tönnies (GER) |
| 2021. január 13. 19:00 (18:00) | 7× 2×     | Jegyzőkönyv | 9× 2×     | Cairo Stadium Indoor Halls Complex, Kairó Játékvezetők: Schulze, Tönnies (GER) |

| 2021. január 14. 21:30 (20:30) | Svédország | 32–20       | Észak-Macedónia | Cairo Stadium Indoor Halls Complex, Kairó Játékvezetők: Kleven, Jørum (NOR) |
| 2021. január 14. 21:30 (20:30) | Wanne 11   | (16–11)     | Lazarov 5       | Cairo Stadium Indoor Halls Complex, Kairó Játékvezetők: Kleven, Jørum (NOR) |
| 2021. január 14. 21:30 (20:30) | 4× 2×      | Jegyzőkönyv | 3× 1×           | Cairo Stadium Indoor Halls Complex, Kairó Játékvezetők: Kleven, Jørum (NOR) |

| 2021. január 16. 19:00 (18:00) | Egyiptom  | 38–19       | Észak-Macedónia | Cairo Stadium Indoor Halls Complex, Kairó Játékvezetők: Bonaventura, Bonaventura (FRA) |
| 2021. január 16. 19:00 (18:00) | Mamdouh 8 | (20–6)      | három játékos 3 | Cairo Stadium Indoor Halls Complex, Kairó Játékvezetők: Bonaventura, Bonaventura (FRA) |
| 2021. január 16. 19:00 (18:00) | 2×        | Jegyzőkönyv | 5× 1×           | Cairo Stadium Indoor Halls Complex, Kairó Játékvezetők: Bonaventura, Bonaventura (FRA) |

| 2021. január 16. 21:30 (20:30) | Chile            | 26–41       | Svédország | Cairo Stadium Indoor Halls Complex, Kairó Játékvezetők: Brunner, Salah (SUI) |
| 2021. január 16. 21:30 (20:30) | Er. Feuchtmann 7 | (16–20)     | Pellas 12  | Cairo Stadium Indoor Halls Complex, Kairó Játékvezetők: Brunner, Salah (SUI) |
| 2021. január 16. 21:30 (20:30) | 8×               | Jegyzőkönyv | 4× 1×      | Cairo Stadium Indoor Halls Complex, Kairó Játékvezetők: Brunner, Salah (SUI) |

| 2021. január 18. 16:30 (15:30) | Észak-Macedónia | 32–29       | Chile           | Cairo Stadium Indoor Halls Complex, Kairó Játékvezetők: Gubica, Milošević (CRO) |
| 2021. január 18. 16:30 (15:30) | Lazarov 8       | (16–17)     | három játékos 7 | Cairo Stadium Indoor Halls Complex, Kairó Játékvezetők: Gubica, Milošević (CRO) |
| 2021. január 18. 16:30 (15:30) | 6×              | Jegyzőkönyv | 5× 1×           | Cairo Stadium Indoor Halls Complex, Kairó Játékvezetők: Gubica, Milošević (CRO) |

| 2021. január 18. 19:00 (18:00) | Svédország | 24–23       | Egyiptom | Cairo Stadium Indoor Halls Complex, Kairó Játékvezetők: Kleven, Jørum (NOR) |
| 2021. január 18. 19:00 (18:00) | Persson 8  | (9–12)      | Sanad 8  | Cairo Stadium Indoor Halls Complex, Kairó Játékvezetők: Kleven, Jørum (NOR) |
| 2021. január 18. 19:00 (18:00) | 2× 1×      | Jegyzőkönyv | 3×       | Cairo Stadium Indoor Halls Complex, Kairó Játékvezetők: Kleven, Jørum (NOR) |

### H csoport
| Hely. | Csapat           | M | Gy | D | V | G+  | G–  | Gk  | P | Továbbjutás |
| ----- | ---------------- | - | -- | - | - | --- | --- | --- | - | ----------- |
| 1.    | Orosz csapat     | 3 | 2  | 1 | 0 | 93  | 83  | +10 | 5 | Középdöntő  |
| 2.    | Szlovénia        | 3 | 2  | 0 | 1 | 105 | 85  | +20 | 4 | Középdöntő  |
| 3.    | Fehéroroszország | 3 | 1  | 1 | 1 | 89  | 85  | +4  | 3 | Középdöntő  |
| 4.    | Dél-Korea        | 3 | 0  | 0 | 3 | 79  | 113 | −34 | 0 | Elnöki kupa |

| 2021. január 14. 16:30 (15:30) | Fehéroroszország | 32–32       | Orosz csapat    | Borg El Arab Sports Hall, Borg El Arab Játékvezetők: Belkhiri, Hamidi (ALG) |
| 2021. január 14. 16:30 (15:30) | Vailupau 10      | (15–15)     | három játékos 6 | Borg El Arab Sports Hall, Borg El Arab Játékvezetők: Belkhiri, Hamidi (ALG) |
| 2021. január 14. 16:30 (15:30) | 6× 1×            | Jegyzőkönyv | 5× 1×           | Borg El Arab Sports Hall, Borg El Arab Játékvezetők: Belkhiri, Hamidi (ALG) |

| 2021. január 14. 19:00 (18:00) | Szlovénia | 51–29       | Dél-Korea                                                 | Borg El Arab Sports Hall, Borg El Arab Játékvezetők: López, Ramírez (ESP) |
| 2021. január 14. 19:00 (18:00) | Gajić 10  | (25–16)     | Kim Dzsinjong (Kim Jin-young), Kim Dzsinho (Kim Jin-ho) 6 | Borg El Arab Sports Hall, Borg El Arab Játékvezetők: López, Ramírez (ESP) |
| 2021. január 14. 19:00 (18:00) | 6× 1×     | Jegyzőkönyv | 2×                                                        | Borg El Arab Sports Hall, Borg El Arab Játékvezetők: López, Ramírez (ESP) |

| 2021. január 16. 16:30 (15:30) | Fehéroroszország | 32–24       | Dél-Korea                       | Borg El Arab Sports Hall, Borg El Arab Játékvezetők: Krichen, Makhlouf (TUN) |
| 2021. január 16. 16:30 (15:30) | Vailupau 8       | (15–9)      | Kim Dzsinjong (Kim Jin-young) 8 | Borg El Arab Sports Hall, Borg El Arab Játékvezetők: Krichen, Makhlouf (TUN) |
| 2021. január 16. 16:30 (15:30) | 9× 1×            | Jegyzőkönyv | 3×                              | Borg El Arab Sports Hall, Borg El Arab Játékvezetők: Krichen, Makhlouf (TUN) |

| 2021. január 16. 19:00 (18:00) | Orosz csapat    | 31–25       | Szlovénia | Borg El Arab Sports Hall, Borg El Arab Játékvezetők: Nacsevszki, Nikolov (MKD) |
| 2021. január 16. 19:00 (18:00) | három játékos 6 | (16–13)     | Dolenec 6 | Borg El Arab Sports Hall, Borg El Arab Játékvezetők: Nacsevszki, Nikolov (MKD) |
| 2021. január 16. 19:00 (18:00) | 5× 1×           | Jegyzőkönyv | 4× 1×     | Borg El Arab Sports Hall, Borg El Arab Játékvezetők: Nacsevszki, Nikolov (MKD) |

| 2021. január 18. 16:30 (15:30) | Dél-Korea                | 26–30       | Orosz csapat      | Borg El Arab Sports Hall, Borg El Arab Játékvezetők: Belkhiri, Hamidi (ALG) |
| 2021. január 18. 16:30 (15:30) | Kim Dzsiun (Kim Ji-un) 8 | (15–15)     | Andreev, Kornev 5 | Borg El Arab Sports Hall, Borg El Arab Játékvezetők: Belkhiri, Hamidi (ALG) |
| 2021. január 18. 16:30 (15:30) | 2× 1×                    | Jegyzőkönyv | 5× 2×             | Borg El Arab Sports Hall, Borg El Arab Játékvezetők: Belkhiri, Hamidi (ALG) |

| 2021. január 18. 19:00 (18:00) | Szlovénia | 29–25       | Fehéroroszország | Borg El Arab Sports Hall, Borg El Arab Játékvezetők: Raluy, Sabroso (ESP) |
| 2021. január 18. 19:00 (18:00) | Janc 8    | (15–15)     | Karalek 7        | Borg El Arab Sports Hall, Borg El Arab Játékvezetők: Raluy, Sabroso (ESP) |
| 2021. január 18. 19:00 (18:00) | 5× 1×     | Jegyzőkönyv | 5× 1×            | Borg El Arab Sports Hall, Borg El Arab Játékvezetők: Raluy, Sabroso (ESP) |

## Elnök-kupa

### 1. csoport
| Hely. | Csapat                | M | Gy | D | V | G+ | G– | Gk  | P | Továbbjutás |
| ----- | --------------------- | - | -- | - | - | -- | -- | --- | - | ----------- |
| 1.    | Tunézia               | 3 | 3  | 0 | 0 | 82 | 51 | +31 | 6 | 25. helyért |
| 2.    | Kongói DK             | 3 | 2  | 0 | 1 | 64 | 69 | −5  | 4 | 27. helyért |
| 3.    | Angola                | 3 | 1  | 0 | 2 | 70 | 66 | +4  | 2 | 29. helyért |
| 4.    | Zöld-foki Köztársaság | 3 | 0  | 0 | 3 | 0  | 30 | −30 | 0 | 31. helyért |

| 2021. január 21. 16:30 (15:30) | Zöld-foki Köztársaság | 0–10 | Tunézia |  |
| 2021. január 21. 16:30 (15:30) |                       |      |         |  |
| 2021. január 21. 16:30 (15:30) |                       |      |         |  |

| 2021. január 21. 19:00 (18:00) | Angola     | 31–32       | Kongói DK    | 6th of October Sports Hall, Október 6. város Játékvezetők: Emam, Hedaia (EGY) |
| 2021. január 21. 19:00 (18:00) | Ferreira 8 | (15–13)     | Kiangebeni 8 | 6th of October Sports Hall, Október 6. város Játékvezetők: Emam, Hedaia (EGY) |
| 2021. január 21. 19:00 (18:00) | 2× 1×      | Jegyzőkönyv | 5× 1×        | 6th of October Sports Hall, Október 6. város Játékvezetők: Emam, Hedaia (EGY) |

| 2021. január 23. 16:30 (15:30) | Zöld-foki Köztársaság | 0–10 | Angola |  |
| 2021. január 23. 16:30 (15:30) |                       |      |        |  |
| 2021. január 23. 16:30 (15:30) |                       |      |        |  |

| 2021. január 23. 19:00 (18:00) | Tunézia | 38–22       | Kongói DK | 6th of October Sports Hall, Október 6. város Játékvezetők: Grillo, Lenci (ARG) |
| 2021. január 23. 19:00 (18:00) | Toumi 7 | (17–13)     | Mvumbi 5  | 6th of October Sports Hall, Október 6. város Játékvezetők: Grillo, Lenci (ARG) |
| 2021. január 23. 19:00 (18:00) | 4×      | Jegyzőkönyv | 2× 2×     | 6th of October Sports Hall, Október 6. város Játékvezetők: Grillo, Lenci (ARG) |

| 2021. január 25. 16:30 (15:30) | Kongói DK | 10–0 | Zöld-foki Köztársaság | 6th of October Sports Hall, Október 6. város |
| 2021. január 25. 16:30 (15:30) |           |      |                       | 6th of October Sports Hall, Október 6. város |
| 2021. január 25. 16:30 (15:30) |           |      |                       | 6th of October Sports Hall, Október 6. város |

| 2021. január 25. 19:00 (18:00) | Tunézia | 34–29       | Angola        | 6th of October Sports Hall, Október 6. város Játékvezetők: Kolahdouzan, Mousaviannazhad (IRI) |
| 2021. január 25. 19:00 (18:00) | Rzig 12 | (14–13)     | Hebo, Lopes 7 | 6th of October Sports Hall, Október 6. város Játékvezetők: Kolahdouzan, Mousaviannazhad (IRI) |
| 2021. január 25. 19:00 (18:00) | 8× 1×   | Jegyzőkönyv | 3× 1×         | 6th of October Sports Hall, Október 6. város Játékvezetők: Kolahdouzan, Mousaviannazhad (IRI) |

### 2. csoport
| Hely. | Csapat    | M | Gy | D | V | G+  | G–  | Gk  | P | Továbbjutás |
| ----- | --------- | - | -- | - | - | --- | --- | --- | - | ----------- |
| 1.    | Ausztria  | 3 | 3  | 0 | 0 | 105 | 82  | +23 | 6 | 25. helyért |
| 2.    | Chile     | 3 | 2  | 0 | 1 | 103 | 83  | +20 | 4 | 27. helyért |
| 3.    | Marokkó   | 3 | 1  | 0 | 2 | 71  | 89  | −18 | 2 | 29. helyért |
| 4.    | Dél-Korea | 3 | 0  | 0 | 3 | 87  | 112 | −25 | 0 | 31. helyért |

| 2021. január 20. 16:30 (15:30) | Ausztria  | 36–22       | Marokkó | New Capital Sports Hall, Új Főváros Játékvezetők: Brunner, Salah (SUI) |
| 2021. január 20. 16:30 (15:30) | Frimmel 9 | (17–14)     | Reida 7 | New Capital Sports Hall, Új Főváros Játékvezetők: Brunner, Salah (SUI) |
| 2021. január 20. 16:30 (15:30) | 5× 2×     | Jegyzőkönyv | 4×      | New Capital Sports Hall, Új Főváros Játékvezetők: Brunner, Salah (SUI) |

| 2021. január 20. 19:00 (18:00) | Chile            | 44–33       | Dél-Korea                       | New Capital Sports Hall, Új Főváros Játékvezetők: Belkhiri, Hamidi (ALG) |
| 2021. január 20. 19:00 (18:00) | Salinas Muñoz 12 | (24–17)     | Kim Dzsinjong (Kim Jin-young) 8 | New Capital Sports Hall, Új Főváros Játékvezetők: Belkhiri, Hamidi (ALG) |
| 2021. január 20. 19:00 (18:00) | 4× 2×            | Jegyzőkönyv | 5×                              | New Capital Sports Hall, Új Főváros Játékvezetők: Belkhiri, Hamidi (ALG) |

| 2021. január 22. 16:30 (15:30) | Ausztria  | 33–31       | Chile            | New Capital Sports Hall, Új Főváros Játékvezetők: Brunner, Salah (SUI) |
| 2021. január 22. 16:30 (15:30) | Frimmel 8 | (14–15)     | Er. Feuchtmann 9 | New Capital Sports Hall, Új Főváros Játékvezetők: Brunner, Salah (SUI) |
| 2021. január 22. 16:30 (15:30) | 8× 1×     | Jegyzőkönyv | 7× 1×            | New Capital Sports Hall, Új Főváros Játékvezetők: Brunner, Salah (SUI) |

| 2021. január 22. 19:00 (18:00) | Marokkó   | 32–25       | Dél-Korea                       | New Capital Sports Hall, Új Főváros Játékvezetők: Jørum, Kleven (NOR) |
| 2021. január 22. 19:00 (18:00) | Fougani 7 | (15–14)     | Kim Dzsinjong (Kim Jin-young) 9 | New Capital Sports Hall, Új Főváros Játékvezetők: Jørum, Kleven (NOR) |
| 2021. január 22. 19:00 (18:00) | 5× 2×     | Jegyzőkönyv | 4×                              | New Capital Sports Hall, Új Főváros Játékvezetők: Jørum, Kleven (NOR) |

| 2021. január 24. 16:30 (15:30) | Dél-Korea                                                   | 29–36       | Ausztria     | New Capital Sports Hall, Új Főváros Játékvezetők: Emam, Hedaia (EGY) |
| 2021. január 24. 16:30 (15:30) | Kang Dzsungu (Kang Jun-gu), Kim Dzsinjong (Kim Jin-young) 4 | (14–18)     | Pratschner 9 | New Capital Sports Hall, Új Főváros Játékvezetők: Emam, Hedaia (EGY) |
| 2021. január 24. 16:30 (15:30) | 1× 1×                                                       | Jegyzőkönyv | 3× 2×        | New Capital Sports Hall, Új Főváros Játékvezetők: Emam, Hedaia (EGY) |

| 2021. január 24. 19:00 (18:00) | Marokkó     | 17–28       | Chile     | New Capital Sports Hall, Új Főváros Játékvezetők: Pavićević, Ražnatović (MNE) |
| 2021. január 24. 19:00 (18:00) | Harchaoui 6 | (12–14)     | Salinas 7 | New Capital Sports Hall, Új Főváros Játékvezetők: Pavićević, Ražnatović (MNE) |
| 2021. január 24. 19:00 (18:00) | 6× 2×       | Jegyzőkönyv | 4×        | New Capital Sports Hall, Új Főváros Játékvezetők: Pavićević, Ražnatović (MNE) |

### A 31. helyért
| 2021. január 27. 16:00 (15:00) | Zöld-foki Köztársaság | 0–10 | Dél-Korea | 6th of October Sports Hall, Október 6. város |
| 2021. január 27. 16:00 (15:00) |                       |      |           | 6th of October Sports Hall, Október 6. város |
| 2021. január 27. 16:00 (15:00) |                       |      |           | 6th of October Sports Hall, Október 6. város |

### A 29. helyért
| 2021. január 27. 18:30 (17:30) | Angola           | 29–30       | Marokkó     | 6th of October Sports Hall, Október 6. város Játékvezetők: Belkhiri, Hamidi (ALG) |
| 2021. január 27. 18:30 (17:30) | Ferreira, Hebo 6 | (14–13)     | Rezzouki 12 | 6th of October Sports Hall, Október 6. város Játékvezetők: Belkhiri, Hamidi (ALG) |
| 2021. január 27. 18:30 (17:30) | 5×               | Jegyzőkönyv | 4× 2×       | 6th of October Sports Hall, Október 6. város Játékvezetők: Belkhiri, Hamidi (ALG) |
| 2021. január 27. 18:30 (17:30) | Büntetőpárbaj:   |             |             | 6th of October Sports Hall, Október 6. város Játékvezetők: Belkhiri, Hamidi (ALG) |
| 2021. január 27. 18:30 (17:30) | 2–3              |             |             | 6th of October Sports Hall, Október 6. város Játékvezetők: Belkhiri, Hamidi (ALG) |

### A 27. helyért
| 2021. január 27. 16:00 (15:00) | Kongói DK | 30–35       | Chile           | New Capital Sports Hall, Új Főváros Játékvezetők: Krichen, Makhlouf (TUN) |
| 2021. január 27. 16:00 (15:00) | Ngando 8  | (13–18)     | három játékos 6 | New Capital Sports Hall, Új Főváros Játékvezetők: Krichen, Makhlouf (TUN) |
| 2021. január 27. 16:00 (15:00) | 3×        | Jegyzőkönyv | 1× 1×           | New Capital Sports Hall, Új Főváros Játékvezetők: Krichen, Makhlouf (TUN) |

### A 25. helyért
| 2021. január 27. 18:30 (17:30) | Tunézia | 37–33       | Ausztria          | New Capital Sports Hall, Új Főváros Játékvezetők: Grillo, Lenci (ARG) |
| 2021. január 27. 18:30 (17:30) | Sanaï 8 | (19–16)     | Frimmel, Wagner 7 | New Capital Sports Hall, Új Főváros Játékvezetők: Grillo, Lenci (ARG) |
| 2021. január 27. 18:30 (17:30) | 4× 2×   | Jegyzőkönyv | 3× 2×             | New Capital Sports Hall, Új Főváros Játékvezetők: Grillo, Lenci (ARG) |

## Középdöntő
A középdöntőbe jutott csapatok a csoportkörből magukkal hozták az egymás elleni eredményeiket.

### 1. csoport
| Hely. | Csapat        | M | Gy | D | V | G+  | G–  | Gk   | P | Továbbjutás  |
| ----- | ------------- | - | -- | - | - | --- | --- | ---- | - | ------------ |
| 1.    | Spanyolország | 5 | 4  | 1 | 0 | 162 | 134 | +28  | 9 | Negyeddöntők |
| 2.    | Magyarország  | 5 | 4  | 0 | 1 | 160 | 131 | +29  | 8 | Negyeddöntők |
| 3.    | Németország   | 5 | 2  | 1 | 2 | 153 | 122 | +31  | 5 |              |
| 4.    | Lengyelország | 5 | 2  | 1 | 2 | 138 | 119 | +19  | 5 |              |
| 5.    | Brazília      | 5 | 1  | 1 | 3 | 136 | 139 | −3   | 3 |              |
| 6.    | Uruguay       | 5 | 0  | 0 | 5 | 88  | 192 | −104 | 0 |              |

| 2021. január 21. 16:30 (15:30) | Uruguay  | 16–30       | Lengyelország | New Capital Sports Hall, Új Főváros Játékvezetők: Belkhiri, Hamidi (ALG) |
| 2021. január 21. 16:30 (15:30) | Cancio 6 | (9–14)      | Moryto 8      | New Capital Sports Hall, Új Főváros Játékvezetők: Belkhiri, Hamidi (ALG) |
| 2021. január 21. 16:30 (15:30) | 1×       | Jegyzőkönyv | 6× 1×         | New Capital Sports Hall, Új Főváros Játékvezetők: Belkhiri, Hamidi (ALG) |

| 2021. január 21. 19:00 (18:00) | Magyarország | 29–23       | Brazília  | New Capital Sports Hall, Új Főváros Játékvezetők: Brunner, Salah (SUI) |
| 2021. január 21. 19:00 (18:00) | Bánhidi 5    | (16–11)     | Langaro 8 | New Capital Sports Hall, Új Főváros Játékvezetők: Brunner, Salah (SUI) |
| 2021. január 21. 19:00 (18:00) | 4× 2×        | Jegyzőkönyv | 3×        | New Capital Sports Hall, Új Főváros Játékvezetők: Brunner, Salah (SUI) |

| 2021. január 21. 21:30 (20:30) | Spanyolország     | 32–28       | Németország | New Capital Sports Hall, Új Főváros Játékvezetők: Gubica, Milošević (CRO) |
| 2021. január 21. 21:30 (20:30) | Fernández Pérez 6 | (16–13)     | Kastening 7 | New Capital Sports Hall, Új Főváros Játékvezetők: Gubica, Milošević (CRO) |
| 2021. január 21. 21:30 (20:30) | 3× 1×             | Jegyzőkönyv | 5× 2×       | New Capital Sports Hall, Új Főváros Játékvezetők: Gubica, Milošević (CRO) |

| 2021. január 23. 16:30 (15:30) | Uruguay  | 23–38       | Spanyolország | New Capital Sports Hall, Új Főváros Játékvezetők: Emam, Hedaia (EGY) |
| 2021. január 23. 16:30 (15:30) | Cancio 8 | (12–24)     | Ariño 8       | New Capital Sports Hall, Új Főváros Játékvezetők: Emam, Hedaia (EGY) |
| 2021. január 23. 16:30 (15:30) | 3× 1×    | Jegyzőkönyv | 5× 1×         | New Capital Sports Hall, Új Főváros Játékvezetők: Emam, Hedaia (EGY) |

| 2021. január 23. 19:00 (18:00) | Lengyelország | 26–30       | Magyarország | New Capital Sports Hall, Új Főváros Játékvezetők: Gubica, Milošević (CRO) |
| 2021. január 23. 19:00 (18:00) | Sićko 5       | (10–16)     | Lékai 8      | New Capital Sports Hall, Új Főváros Játékvezetők: Gubica, Milošević (CRO) |
| 2021. január 23. 19:00 (18:00) | 3×            | Jegyzőkönyv | 3× 1×        | New Capital Sports Hall, Új Főváros Játékvezetők: Gubica, Milošević (CRO) |

| 2021. január 23. 21:30 (20:30) | Németország | 31–24       | Brazília          | New Capital Sports Hall, Új Főváros Játékvezetők: Jørum, Kleven (NOR) |
| 2021. január 23. 21:30 (20:30) | Golla 7     | (16–12)     | Moraes Ferreira 6 | New Capital Sports Hall, Új Főváros Játékvezetők: Jørum, Kleven (NOR) |
| 2021. január 23. 21:30 (20:30) | 6× 1×       | Jegyzőkönyv | 3× 1×             | New Capital Sports Hall, Új Főváros Játékvezetők: Jørum, Kleven (NOR) |

| 2021. január 25. 16:30 (15:30) | Brazília  | 37–17       | Uruguay         | New Capital Sports Hall, Új Főváros Játékvezetők: Krichen, Makhlouf (TUN) |
| 2021. január 25. 16:30 (15:30) | Luciano 7 | (18–7)      | három játékos 3 | New Capital Sports Hall, Új Főváros Játékvezetők: Krichen, Makhlouf (TUN) |
| 2021. január 25. 16:30 (15:30) | 2× 1×     | Jegyzőkönyv | 2×              | New Capital Sports Hall, Új Főváros Játékvezetők: Krichen, Makhlouf (TUN) |

| 2021. január 25. 19:00 (18:00) | Spanyolország | 36–28       | Magyarország    | New Capital Sports Hall, Új Főváros Játékvezetők: Nacsevszki, Nikolov (MKD) |
| 2021. január 25. 19:00 (18:00) | Solé 8        | (21–14)     | Balogh, Győri 5 | New Capital Sports Hall, Új Főváros Játékvezetők: Nacsevszki, Nikolov (MKD) |
| 2021. január 25. 19:00 (18:00) | 5× 1×         | Jegyzőkönyv | 4× 1×           | New Capital Sports Hall, Új Főváros Játékvezetők: Nacsevszki, Nikolov (MKD) |

| 2021. január 25. 21:30 (20:30) | Lengyelország | 23–23       | Németország      | New Capital Sports Hall, Új Főváros Játékvezetők: Pavićević, Ražnatović (MNE) |
| 2021. január 25. 21:30 (20:30) | Krajewski 5   | (12–11)     | Schmidt, Weber 4 | New Capital Sports Hall, Új Főváros Játékvezetők: Pavićević, Ražnatović (MNE) |
| 2021. január 25. 21:30 (20:30) | 5× 1×         | Jegyzőkönyv | 4× 1×            | New Capital Sports Hall, Új Főváros Játékvezetők: Pavićević, Ražnatović (MNE) |

### 2. csoport
| Hely. | Csapat       | M | Gy | D | V | G+  | G–  | Gk  | P  | Továbbjutás  |
| ----- | ------------ | - | -- | - | - | --- | --- | --- | -- | ------------ |
| 1.    | Dánia        | 5 | 5  | 0 | 0 | 169 | 116 | +53 | 10 | Negyeddöntők |
| 2.    | Katar        | 5 | 3  | 0 | 2 | 132 | 135 | −3  | 6  | Negyeddöntők |
| 3.    | Argentína    | 5 | 3  | 0 | 2 | 120 | 121 | −1  | 6  |              |
| 4.    | Horvátország | 5 | 2  | 1 | 2 | 128 | 132 | −4  | 5  |              |
| 5.    | Japán        | 5 | 1  | 1 | 3 | 138 | 147 | −9  | 3  |              |
| 6.    | Bahrein      | 5 | 0  | 0 | 5 | 107 | 143 | −36 | 0  |              |

| 2021. január 21. 16:30 (15:30) | Japán    | 24–28       | Argentína  | Cairo Stadium Indoor Halls Complex, Kairó Játékvezetők: Kolahdouzan, Mousaviannazhad (IRI) |
| 2021. január 21. 16:30 (15:30) | Josino 6 | (13–17)     | Pizarro 10 | Cairo Stadium Indoor Halls Complex, Kairó Játékvezetők: Kolahdouzan, Mousaviannazhad (IRI) |
| 2021. január 21. 16:30 (15:30) | 2× 2×    | Jegyzőkönyv | 2× 3×      | Cairo Stadium Indoor Halls Complex, Kairó Játékvezetők: Kolahdouzan, Mousaviannazhad (IRI) |

| 2021. január 21. 19:00 (18:00) | Horvátország | 28–18       | Bahrein            | Cairo Stadium Indoor Halls Complex, Kairó Játékvezetők: Bonaventura, Bonaventura (FRA) |
| 2021. január 21. 19:00 (18:00) | Horvat 8     | (13–8)      | Ahmed, Al-Sayyad 6 | Cairo Stadium Indoor Halls Complex, Kairó Játékvezetők: Bonaventura, Bonaventura (FRA) |
| 2021. január 21. 19:00 (18:00) | 2×           | Jegyzőkönyv | 3× 1×              | Cairo Stadium Indoor Halls Complex, Kairó Játékvezetők: Bonaventura, Bonaventura (FRA) |

| 2021. január 21. 21:30 (20:30) | Dánia       | 32–23       | Katar      | Cairo Stadium Indoor Halls Complex, Kairó Játékvezetők: Pavićević, Ražnatović (MNE) |
| 2021. január 21. 21:30 (20:30) | M. Hansen 8 | (17–12)     | Frankis 12 | Cairo Stadium Indoor Halls Complex, Kairó Játékvezetők: Pavićević, Ražnatović (MNE) |
| 2021. január 21. 21:30 (20:30) | 4×          | Jegyzőkönyv | 7× 3×      | Cairo Stadium Indoor Halls Complex, Kairó Játékvezetők: Pavićević, Ražnatović (MNE) |

| 2021. január 23. 16:30 (15:30) | Katar    | 28–23       | Bahrein | Cairo Stadium Indoor Halls Complex, Kairó Játékvezetők: García, Marín (ESP) |
| 2021. január 23. 16:30 (15:30) | Capote 9 | (13–14)     | Ahmed 5 | Cairo Stadium Indoor Halls Complex, Kairó Játékvezetők: García, Marín (ESP) |
| 2021. január 23. 16:30 (15:30) | 2×       | Jegyzőkönyv | 4× 2×   | Cairo Stadium Indoor Halls Complex, Kairó Játékvezetők: García, Marín (ESP) |

| 2021. január 23. 19:00 (18:00) | Argentína | 23–19       | Horvátország | Cairo Stadium Indoor Halls Complex, Kairó Játékvezetők: Pavićević, Ražnatović (MNE) |
| 2021. január 23. 19:00 (18:00) | Pizarro 4 | (12–12)     | Čupić 7      | Cairo Stadium Indoor Halls Complex, Kairó Játékvezetők: Pavićević, Ražnatović (MNE) |
| 2021. január 23. 19:00 (18:00) | 5× 1×     | Jegyzőkönyv | 4× 1×        | Cairo Stadium Indoor Halls Complex, Kairó Játékvezetők: Pavićević, Ražnatović (MNE) |

| 2021. január 23. 21:30 (20:30) | Japán    | 27–34       | Dánia          | Cairo Stadium Indoor Halls Complex, Kairó Játékvezetők: Nacsevszki, Nikolov (MKD) |
| 2021. január 23. 21:30 (20:30) | Agarie 7 | (17–19)     | E. Jakobsen 12 | Cairo Stadium Indoor Halls Complex, Kairó Játékvezetők: Nacsevszki, Nikolov (MKD) |
| 2021. január 23. 21:30 (20:30) | 5× 1×    | Jegyzőkönyv | 3× 1×          | Cairo Stadium Indoor Halls Complex, Kairó Játékvezetők: Nacsevszki, Nikolov (MKD) |

| 2021. január 25. 16:30 (15:30) | Bahrein | 25-29       | Japán    | Cairo Stadium Indoor Halls Complex, Kairó Játékvezetők: Bonaventura, Bonaventura (FRA) |
| 2021. január 25. 16:30 (15:30) | Ahmed 5 | (12-19)     | Josino 9 | Cairo Stadium Indoor Halls Complex, Kairó Játékvezetők: Bonaventura, Bonaventura (FRA) |
| 2021. január 25. 16:30 (15:30) | 5× 1×   | Jegyzőkönyv | 2×       | Cairo Stadium Indoor Halls Complex, Kairó Játékvezetők: Bonaventura, Bonaventura (FRA) |

| 2021. január 25. 19:00 (18:00) | Argentína | 25–26       | Katar           | Cairo Stadium Indoor Halls Complex, Kairó Játékvezetők: Horáček, Novotný (CZE) |
| 2021. január 25. 19:00 (18:00) | Pizarro 7 | (13–12)     | Frankis Marzo 8 | Cairo Stadium Indoor Halls Complex, Kairó Játékvezetők: Horáček, Novotný (CZE) |
| 2021. január 25. 19:00 (18:00) | 5× 2×     | Jegyzőkönyv | 3× 1×           | Cairo Stadium Indoor Halls Complex, Kairó Játékvezetők: Horáček, Novotný (CZE) |

| 2021. január 25. 21:30 (20:30) | Dánia      | 38–26       | Horvátország | Cairo Stadium Indoor Halls Complex, Kairó Játékvezetők: Raluy, Sabroso (ESP) |
| 2021. január 25. 21:30 (20:30) | Jakobsen 8 | (17–15)     | Marić 6      | Cairo Stadium Indoor Halls Complex, Kairó Játékvezetők: Raluy, Sabroso (ESP) |
| 2021. január 25. 21:30 (20:30) | 3×         | Jegyzőkönyv | 3× 1×        | Cairo Stadium Indoor Halls Complex, Kairó Játékvezetők: Raluy, Sabroso (ESP) |

### 3. csoport
| Hely. | Csapat        | M | Gy | D | V | G+  | G–  | Gk  | P  | Továbbjutás  |
| ----- | ------------- | - | -- | - | - | --- | --- | --- | -- | ------------ |
| 1.    | Franciaország | 5 | 5  | 0 | 0 | 142 | 123 | +19 | 10 | Negyeddöntők |
| 2.    | Norvégia      | 5 | 4  | 0 | 1 | 155 | 137 | +18 | 8  | Negyeddöntők |
| 3.    | Portugália    | 5 | 3  | 0 | 2 | 135 | 132 | +3  | 6  |              |
| 4.    | Svájc         | 5 | 2  | 0 | 3 | 125 | 131 | −6  | 4  |              |
| 5.    | Izland        | 5 | 1  | 0 | 4 | 139 | 132 | +7  | 2  |              |
| 6.    | Algéria       | 5 | 0  | 0 | 5 | 116 | 157 | −41 | 0  |              |

| 2021. január 20. 16:30 (15:30) | Svájc    | 20–18       | Izland        | 6th of October Sports Hall, Október 6. város Játékvezetők: Schulze, Tönnies (GER) |
| 2021. január 20. 16:30 (15:30) | Schmid 6 | (10–9)      | Guðmundsson 4 | 6th of October Sports Hall, Október 6. város Játékvezetők: Schulze, Tönnies (GER) |
| 2021. január 20. 16:30 (15:30) | 5× 2×    | Jegyzőkönyv | 2× 2×         | 6th of October Sports Hall, Október 6. város Játékvezetők: Schulze, Tönnies (GER) |

| 2021. január 20. 19:00 (18:00) | Franciaország   | 29–26       | Algéria   | 6th of October Sports Hall, Október 6. város Játékvezetők: Grillo, Lenci (ARG) |
| 2021. január 20. 19:00 (18:00) | három játékos 4 | (16–14)     | Berkous 7 | 6th of October Sports Hall, Október 6. város Játékvezetők: Grillo, Lenci (ARG) |
| 2021. január 20. 19:00 (18:00) | 3×              | Jegyzőkönyv | 5× 1×     | 6th of October Sports Hall, Október 6. város Játékvezetők: Grillo, Lenci (ARG) |

| 2021. január 20. 21:30 (20:30) | Portugália         | 28–29       | Norvégia  | 6th of October Sports Hall, Október 6. város Játékvezetők: Raluy, Sabroso (ESP) |
| 2021. január 20. 21:30 (20:30) | Martins, Portela 5 | (14–16)     | Sagosen 6 | 6th of October Sports Hall, Október 6. város Játékvezetők: Raluy, Sabroso (ESP) |
| 2021. január 20. 21:30 (20:30) | 7× 3×              | Jegyzőkönyv | 4× 1×     | 6th of October Sports Hall, Október 6. város Játékvezetők: Raluy, Sabroso (ESP) |

| 2021. január 22. 16:30 (15:30) | Svájc     | 29–33       | Portugália | 6th of October Sports Hall, Október 6. város Játékvezetők: García, Marín (ESP) |
| 2021. január 22. 16:30 (15:30) | Schmid 11 | (15–17)     | Iturriza 7 | 6th of October Sports Hall, Október 6. város Játékvezetők: García, Marín (ESP) |
| 2021. január 22. 16:30 (15:30) | 4×        | Jegyzőkönyv | 3× 1×      | 6th of October Sports Hall, Október 6. város Játékvezetők: García, Marín (ESP) |

| 2021. január 22. 19:00 (18:00) | Izland    | 26–28       | Franciaország | 6th of October Sports Hall, Október 6. város Játékvezetők: Raluy, Sabroso (ESP) |
| 2021. január 22. 19:00 (18:00) | Elísson 9 | (14–16)     | Mem 7         | 6th of October Sports Hall, Október 6. város Játékvezetők: Raluy, Sabroso (ESP) |
| 2021. január 22. 19:00 (18:00) | 5× 1×     | Jegyzőkönyv | 5×            | 6th of October Sports Hall, Október 6. város Játékvezetők: Raluy, Sabroso (ESP) |

| 2021. január 22. 21:30 (20:30) | Norvégia | 36–23       | Algéria | 6th of October Sports Hall, Október 6. város Játékvezetők: Schulze, Tönnies (GER) |
| 2021. január 22. 21:30 (20:30) | Blonz 7  | (17–11)     | Ayoub 7 | 6th of October Sports Hall, Október 6. város Játékvezetők: Schulze, Tönnies (GER) |
| 2021. január 22. 21:30 (20:30) | 3× 2×    | Jegyzőkönyv | 4× 1×   | 6th of October Sports Hall, Október 6. város Játékvezetők: Schulze, Tönnies (GER) |

| 2021. január 24. 16:30 (15:30) | Algéria | 24–27       | Svájc    | 6th of October Sports Hall, Október 6. város Játékvezetők: Grillo, Lenci (ARG) |
| 2021. január 24. 16:30 (15:30) | Ayoub 6 | (13–15)     | Schmid 9 | 6th of October Sports Hall, Október 6. város Játékvezetők: Grillo, Lenci (ARG) |
| 2021. január 24. 16:30 (15:30) | 4× 1×   | Jegyzőkönyv | 2× 1×    | 6th of October Sports Hall, Október 6. város Játékvezetők: Grillo, Lenci (ARG) |

| 2021. január 24. 19:00 (18:00) | Izland    | 33–35       | Norvégia  | 6th of October Sports Hall, Október 6. város Játékvezetők: Nacsevszki, Nikolov (MKD) |
| 2021. január 24. 19:00 (18:00) | Elísson 6 | (18–18)     | Sagosen 8 | 6th of October Sports Hall, Október 6. város Játékvezetők: Nacsevszki, Nikolov (MKD) |
| 2021. január 24. 19:00 (18:00) | 8× 2×     | Jegyzőkönyv | 8× 2×     | 6th of October Sports Hall, Október 6. város Játékvezetők: Nacsevszki, Nikolov (MKD) |

| 2021. január 24. 21:30 (20:30) | Portugália | 23–32       | Franciaország | 6th of October Sports Hall, Október 6. város Játékvezetők: Gubica, Milošević (CRO) |
| 2021. január 24. 21:30 (20:30) | Martins 6  | (12–16)     | Descat 8      | 6th of October Sports Hall, Október 6. város Játékvezetők: Gubica, Milošević (CRO) |
| 2021. január 24. 21:30 (20:30) | 4× 2×      | Jegyzőkönyv | 2× 2×         | 6th of October Sports Hall, Október 6. város Játékvezetők: Gubica, Milošević (CRO) |

### 4. csoport
| Hely. | Csapat           | M | Gy | D | V | G+  | G–  | Gk  | P | Továbbjutás  |
| ----- | ---------------- | - | -- | - | - | --- | --- | --- | - | ------------ |
| 1.    | Svédország       | 5 | 3  | 2 | 0 | 144 | 117 | +27 | 8 | Negyeddöntők |
| 2.    | Egyiptom         | 5 | 3  | 1 | 1 | 149 | 117 | +32 | 7 | Negyeddöntők |
| 3.    | Szlovénia        | 5 | 2  | 2 | 1 | 138 | 130 | +8  | 6 |              |
| 4.    | Orosz csapat     | 5 | 2  | 1 | 2 | 138 | 139 | −1  | 5 |              |
| 5.    | Fehéroroszország | 5 | 1  | 2 | 2 | 139 | 148 | −9  | 4 |              |
| 6.    | Észak-Macedónia  | 5 | 0  | 0 | 5 | 106 | 163 | −57 | 0 |              |

| 2021. január 20. 16:30 (15:30) | Észak-Macedónia | 21–31       | Szlovénia | Cairo Stadium Indoor Halls Complex, Kairó Játékvezetők: García, Marín (ESP) |
| 2021. január 20. 16:30 (15:30) | Lazarov 5       | (9–13)      | Gajić 7   | Cairo Stadium Indoor Halls Complex, Kairó Játékvezetők: García, Marín (ESP) |
| 2021. január 20. 16:30 (15:30) | 2× 1×           | Jegyzőkönyv | 2× 1×     | Cairo Stadium Indoor Halls Complex, Kairó Játékvezetők: García, Marín (ESP) |

| 2021. január 20. 19:00 (18:00) | Orosz csapat | 23–28       | Egyiptom         | Cairo Stadium Indoor Halls Complex, Kairó Játékvezetők: Horáček, Novotný (CZE) |
| 2021. január 20. 19:00 (18:00) | Koszorotov 8 | (8–15)      | Mamdouh Shebib 7 | Cairo Stadium Indoor Halls Complex, Kairó Játékvezetők: Horáček, Novotný (CZE) |
| 2021. január 20. 19:00 (18:00) | 7× 1×        | Jegyzőkönyv | 3×               | Cairo Stadium Indoor Halls Complex, Kairó Játékvezetők: Horáček, Novotný (CZE) |

| 2021. január 20. 21:30 (20:30) | Svédország | 26–26       | Fehéroroszország    | Cairo Stadium Indoor Halls Complex, Kairó Játékvezetők: Bonaventura, Bonaventura (FRA) |
| 2021. január 20. 21:30 (20:30) | Wanne 7    | (11–15)     | Vailupau, Yurynok 6 | Cairo Stadium Indoor Halls Complex, Kairó Játékvezetők: Bonaventura, Bonaventura (FRA) |
| 2021. január 20. 21:30 (20:30) | 3×         | Jegyzőkönyv | 4× 1×               | Cairo Stadium Indoor Halls Complex, Kairó Játékvezetők: Bonaventura, Bonaventura (FRA) |

| 2021. január 22. 16:30 (15:30) | Észak-Macedónia | 20–32       | Orosz csapat | Cairo Stadium Indoor Halls Complex, Kairó Játékvezetők: Bonaventura, Bonaventura (FRA) |
| 2021. január 22. 16:30 (15:30) | Kuzmanovszki 6  | (9–19)      | Szoroka 6    | Cairo Stadium Indoor Halls Complex, Kairó Játékvezetők: Bonaventura, Bonaventura (FRA) |
| 2021. január 22. 16:30 (15:30) | 6× 1×           | Jegyzőkönyv | 2× 1×        | Cairo Stadium Indoor Halls Complex, Kairó Játékvezetők: Bonaventura, Bonaventura (FRA) |

| 2021. január 22. 19:00 (18:00) | Egyiptom   | 35–26       | Fehéroroszország | Cairo Stadium Indoor Halls Complex, Kairó Játékvezetők: Nacsevszki, Nikolov (MKD) |
| 2021. január 22. 19:00 (18:00) | El-Ahmar 8 | (21–14)     | Vailupau 4       | Cairo Stadium Indoor Halls Complex, Kairó Játékvezetők: Nacsevszki, Nikolov (MKD) |
| 2021. január 22. 19:00 (18:00) | 4× 1×      | Jegyzőkönyv | 3× 1×            | Cairo Stadium Indoor Halls Complex, Kairó Játékvezetők: Nacsevszki, Nikolov (MKD) |

| 2021. január 22. 21:30 (20:30) | Szlovénia | 28–28       | Svédország | Cairo Stadium Indoor Halls Complex, Kairó Játékvezetők: Horáček, Novotný (CZE) |
| 2021. január 22. 21:30 (20:30) | Gajić 6   | (14–15)     | Wanne 7    | Cairo Stadium Indoor Halls Complex, Kairó Játékvezetők: Horáček, Novotný (CZE) |
| 2021. január 22. 21:30 (20:30) | 5× 1×     | Jegyzőkönyv | 8× 2×      | Cairo Stadium Indoor Halls Complex, Kairó Játékvezetők: Horáček, Novotný (CZE) |

| 2021. január 24. 16:30 (15:30) | Fehéroroszország | 30–26       | Észak-Macedónia | Cairo Stadium Indoor Halls Complex, Kairó Játékvezetők: Kolahdouzan, Mousaviannazhad (IRI) |
| 2021. január 24. 16:30 (15:30) | Kulesh 7         | (14–14)     | Lazarov 7       | Cairo Stadium Indoor Halls Complex, Kairó Játékvezetők: Kolahdouzan, Mousaviannazhad (IRI) |
| 2021. január 24. 16:30 (15:30) | 3× 2×            | Jegyzőkönyv | 1× 1×           | Cairo Stadium Indoor Halls Complex, Kairó Játékvezetők: Kolahdouzan, Mousaviannazhad (IRI) |

| 2021. január 24. 19:00 (18:00) | Szlovénia | 25–25       | Egyiptom | Cairo Stadium Indoor Halls Complex, Kairó Játékvezetők: Schulze, Tönnies (GER) |
| 2021. január 24. 19:00 (18:00) | Janc 7    | (12–8)      | Szanád 7 | Cairo Stadium Indoor Halls Complex, Kairó Játékvezetők: Schulze, Tönnies (GER) |
| 2021. január 24. 19:00 (18:00) | 6× 2×     | Jegyzőkönyv | 2×       | Cairo Stadium Indoor Halls Complex, Kairó Játékvezetők: Schulze, Tönnies (GER) |

| 2021. január 24. 21:30 (20:30) | Orosz csapat | 20–34       | Svédország | Cairo Stadium Indoor Halls Complex, Kairó Játékvezetők: García, Marín (ESP) |
| 2021. január 24. 21:30 (20:30) | Kotov 5      | (8–17)      | Pellas 8   | Cairo Stadium Indoor Halls Complex, Kairó Játékvezetők: García, Marín (ESP) |
| 2021. január 24. 21:30 (20:30) | 5× 1×        | Jegyzőkönyv | 5× 1×      | Cairo Stadium Indoor Halls Complex, Kairó Játékvezetők: García, Marín (ESP) |

## Egyenes kieséses szakasz

### Negyeddöntők
| 2021. január 27. 18:30 (17:30) | Dánia          | 39–38 (h. u.)                | Egyiptom | Cairo Stadium Indoor Halls Complex, Kairó Játékvezetők: Gubica, Milošević (CRO) |
| 2021. január 27. 18:30 (17:30) | M. Hansen 10   | (16–13, 28–28, 34–34, 35–35) | Omar 11  | Cairo Stadium Indoor Halls Complex, Kairó Játékvezetők: Gubica, Milošević (CRO) |
| 2021. január 27. 18:30 (17:30) | 3× 1×          | Jegyzőkönyv                  | 5× 1×    | Cairo Stadium Indoor Halls Complex, Kairó Játékvezetők: Gubica, Milošević (CRO) |
| 2021. január 27. 18:30 (17:30) | Büntetőpárbaj: |                              |          | Cairo Stadium Indoor Halls Complex, Kairó Játékvezetők: Gubica, Milošević (CRO) |
| 2021. január 27. 18:30 (17:30) | 4–3            |                              |          | Cairo Stadium Indoor Halls Complex, Kairó Játékvezetők: Gubica, Milošević (CRO) |

| 2021. január 27. 21:30 (20:30) | Svédország        | 35–23       | Katar           | Cairo Stadium Indoor Halls Complex, Kairó Játékvezetők: Bonaventura, Bonaventura (FRA) |
| 2021. január 27. 21:30 (20:30) | Chrintz, Pellas 8 | (14–10)     | Frankis Marzo 5 | Cairo Stadium Indoor Halls Complex, Kairó Játékvezetők: Bonaventura, Bonaventura (FRA) |
| 2021. január 27. 21:30 (20:30) | 3×                | Jegyzőkönyv | 3×              | Cairo Stadium Indoor Halls Complex, Kairó Játékvezetők: Bonaventura, Bonaventura (FRA) |

| 2021. január 27. 21:30 (20:30) | Spanyolország   | 31–26       | Norvégia | New Capital Sports Hall, Új Főváros Játékvezetők: Nacsevszki, Nikolov (MKD) |
| 2021. január 27. 21:30 (20:30) | A. Dujsebajev 8 | (21–15)     | Jøndal 6 | New Capital Sports Hall, Új Főváros Játékvezetők: Nacsevszki, Nikolov (MKD) |
| 2021. január 27. 21:30 (20:30) | 3× 1×           | Jegyzőkönyv | 3× 1×    | New Capital Sports Hall, Új Főváros Játékvezetők: Nacsevszki, Nikolov (MKD) |

| 2021. január 27. 21:30 (20:30) | Franciaország | 35–32 (h. u.)  | Magyarország | Borg El Arab Sports Hall, Borg El Arab Játékvezetők: García, Marín (ESP) |
| 2021. január 27. 21:30 (20:30) | Guigou 6      | (12–14, 30–30) | Bánhidi 6    | Borg El Arab Sports Hall, Borg El Arab Játékvezetők: García, Marín (ESP) |
| 2021. január 27. 21:30 (20:30) | 4× 2×         | Jegyzőkönyv    | 3× 2×        | Borg El Arab Sports Hall, Borg El Arab Játékvezetők: García, Marín (ESP) |

### Elődöntők
| 2021. január 29. 18:30 (17:30) | Spanyolország   | 33–35       | Dánia        | Cairo Stadium Indoor Halls Complex, Kairó Játékvezetők: Horáček, Novotný (CZE) |
| 2021. január 29. 18:30 (17:30) | D. Dujsebajev 7 | (16–18)     | M. Hansen 12 | Cairo Stadium Indoor Halls Complex, Kairó Játékvezetők: Horáček, Novotný (CZE) |
| 2021. január 29. 18:30 (17:30) | 3× 1×           | Jegyzőkönyv | 3× 2×        | Cairo Stadium Indoor Halls Complex, Kairó Játékvezetők: Horáček, Novotný (CZE) |

| 2021. január 29. 21:30 (20:30) | Franciaország | 26–32       | Svédország | Cairo Stadium Indoor Halls Complex, Kairó Játékvezetők: Schulze, Tönnies (GER) |
| 2021. január 29. 21:30 (20:30) | Descat 5      | (13–16)     | Wanne 11   | Cairo Stadium Indoor Halls Complex, Kairó Játékvezetők: Schulze, Tönnies (GER) |
| 2021. január 29. 21:30 (20:30) | 4×            | Jegyzőkönyv | 4× 2×      | Cairo Stadium Indoor Halls Complex, Kairó Játékvezetők: Schulze, Tönnies (GER) |

### Bronzmérkőzés
| 2021. január 31. 15:30 (14:30) | Spanyolország   | 35–29       | Franciaország | Cairo Stadium Indoor Halls Complex, Kairó Játékvezetők: Gubica, Milošević (CRO) |
| 2021. január 31. 15:30 (14:30) | A. Dujsebajev 8 | (16–13)     | Descat 7      | Cairo Stadium Indoor Halls Complex, Kairó Játékvezetők: Gubica, Milošević (CRO) |
| 2021. január 31. 15:30 (14:30) | 1× 1×           | Jegyzőkönyv | 1× 2×         | Cairo Stadium Indoor Halls Complex, Kairó Játékvezetők: Gubica, Milošević (CRO) |

### Döntő
| 2021. január 31. 18:30 (17:30) | Dánia       | 26–24       | Svédország | Cairo Stadium Indoor Halls Complex, Kairó Játékvezetők: Raluy, Sabroso (ESP) |
| 2021. január 31. 18:30 (17:30) | M. Hansen 7 | (13–13)     | Wanne 5    | Cairo Stadium Indoor Halls Complex, Kairó Játékvezetők: Raluy, Sabroso (ESP) |
| 2021. január 31. 18:30 (17:30) | 4× 4×       | Jegyzőkönyv | 3× 2×      | Cairo Stadium Indoor Halls Complex, Kairó Játékvezetők: Raluy, Sabroso (ESP) |

| A 2021-es férfi kézilabda-világbajnokság győztese |
| ------------------------------------------------- |
| · Dánia · 2. cím                                  |

## Végeredmény
Az 1–4. és a 25–32. helyezések rájátszás után dőltek el, a negyeddöntők veszteseit az addig elért eredményeik, megszerzett pontjaik és gólkülönbségük alapján az 5–8. hely közt rangsorolták. A középdöntőkből tovább nem jutó csapatok ugyanilyen számítás szerint kerültek besorolásra, a csoportharmadikok a 9–12., a csoportnegyedikek a 13–16., az ötödikek a 17–20., a hatodikok pedig a 21–24. hely között. Pontegyenlőség esetén a gólkülönbség döntött.
| Helyezés     | Csapat                |
| ------------ | --------------------- |
| Aranyérem    | Dánia                 |
| Ezüstérem    | Svédország            |
| Bronzérem    | Spanyolország         |
| 4.           | Franciaország         |
| 5.           | Magyarország          |
| 6.           | Norvégia              |
| 7.           | Egyiptom              |
| 8.           | Katar                 |
| 9.           | Szlovénia             |
| 10.          | Portugália            |
| 11.          | Argentína             |
| 12.          | Németország           |
| 13.          | Lengyelország         |
| 14.          | Orosz csapat          |
| 15.          | Horvátország          |
| 16.          | Svájc                 |
| 17.          | Fehéroroszország      |
| 18.          | Brazília              |
| 19.          | Japán                 |
| 20.          | Izland                |
| 21.          | Bahrein               |
| 22.          | Algéria               |
| 23.          | Észak-Macedónia       |
| 24.          | Uruguay               |
| 25.          | Tunézia               |
| 26.          | Ausztria              |
| 27.          | Chile                 |
| 28.          | Kongói DK             |
| 29.          | Marokkó               |
| 30.          | Angola                |
| 31.          | Dél-Korea             |
| visszalépett | Zöld-foki Köztársaság |

## Statisztika
| Helyezés | Név                   | Gól | Lövés | %  |
| -------- | --------------------- | --- | ----- | -- |
| 1        | Frankis Marzo         | 58  | 96    | 60 |
| 2        | Sander Sagosen        | 54  | 83    | 65 |
| 3        | Hampus Wanne          | 53  | 71    | 75 |
| 4        | Erwin Feuchtmann      | 49  | 78    | 63 |
| 5        | Mikkel Hansen         | 48  | 69    | 70 |
| 6        | Andy Schmid           | 44  | 80    | 55 |
| 7        | Mohamed Darmúl        | 40  | 49    | 82 |
| 8        | Mathias Gidsel        | 39  | 49    | 80 |
| 8        | Kim Dzsinjong         | 39  | 72    | 54 |
| 8        | Rodrigo Salinas Muñoz | 39  | 59    | 66 |

| Helyezés | Név                      | Védési % | Védés | Kapott lövés |
| -------- | ------------------------ | -------- | ----- | ------------ |
| 1        | Humberto Gomes           | 43       | 33    | 76           |
| 2        | Johannes Bitter          | 36       | 33    | 92           |
| 2        | Urban Lesjak             | 36       | 27    | 76           |
| 2        | Leonel Maciel            | 36       | 57    | 159          |
| 2        | Gonzalo Pérez de Vargas  | 36       | 66    | 182          |
| 6        | Adam Morawski            | 35       | 56    | 158          |
| 6        | Sztanyiszlav Tretyinko   | 35       | 21    | 60           |
| 8        | Juan Bar                 | 34       | 18    | 53           |
| 8        | Rodrigo Corrales         | 34       | 54    | 160          |
| 8        | Klemen Ferlin            | 34       | 44    | 131          |
| 8        | Björgvin Páll Gústavsson | 34       | 36    | 107          |
| 8        | Kevin Møller             | 34       | 29    | 86           |
| 8        | Andreas Palicka          | 34       | 72    | 213          |
| 8        | Kristian Sæverås         | 34       | 37    | 108          |

## Díjak
A torna All-Star-csapatát és az MVP-díj győztesét január 31-én hirdették ki.

### All-Star-csapat
| Poszt      | Játékos          |
| ---------- | ---------------- |
| Kapus      | Andreas Palicka  |
| Jobbszélső | Ferrán Solé      |
| Jobbátlövő | Mathias Gidsel   |
| Irányító   | Jim Gottfridsson |
| Balátlövő  | Mikkel Hansen    |
| Balszélső  | Hampus Wanne     |
| Beálló     | Ludovic Fabregas |
| MVP-díj    | Mikkel Hansen    |

## Televíziós közvetítések
| Ország                             | Adó                                         |
| ---------------------------------- | ------------------------------------------- |
| ALG                                | EPTV (Csak Algéria mérkőzéseit és a döntőt) |
| AUT                                | ORF                                         |
| BLR                                | Belarus 5                                   |
| CRO                                | RTL 2, RTL                                  |
| DEN                                | DR1 (TV & Radio), TV 2                      |
| EGY                                | OnTime Sports (AR)                          |
| FRA                                | beIN Sports, TMC                            |
| FRA                                | RMC (Rádio)                                 |
| GER                                | ARD                                         |
| GER                                | ZDF                                         |
| GER                                | Eurosport                                   |
| GER                                | Sportdeutschland.TV                         |
| HUN                                | M4 Sport                                    |
| ISL                                | RÚV                                         |
| MKD                                | MRT                                         |
| NOR                                | TV3/Viaplay                                 |
| POL                                | TVP                                         |
| ROU                                | Digi Sport                                  |
| POR                                | RTP (Rádio)                                 |
| SLO                                | Radiotelevizija Slovenija                   |
| SLO                                | Val 202 (Rádio)                             |
| ESP                                | Teledeporte                                 |
| SWE                                | Nordic Entertainment Group                  |
| SWE                                | Radiosporten (Rádio)                        |
| SUI                                | TV24                                        |
| USA                                | ESPN+                                       |
| Licensszel nem rendelkező országok | YouTube (Telecom Egypt)                     |

Forrás: